# 李秀燦
李秀燦（韓語：이수찬，1999年10月25日—），韓國男演員。

## 影視作品

### 劇集
| 年份 | 播放平台 | 劇名                  | 角色   | 備註  |
| 2023 | tvN      | 《閃亮的西瓜》        | 盧世範 | 配角  |
| 2024 | SBS      | 《聯結》              | 蔡京泰 | [ 3 ] |
| 2025 | SBS      | 《TRY：我們成為奇蹟》 | 蘇明佑 | 配角  |

## 外部連結
- 官方网站
- 李秀燦的Instagram帳戶
- 李秀燦在NAVER上的资料
- 李秀燦在Daum上的资料
- 李秀燦在互联网电影资料库（IMDb）上的資料（英文）
- 李秀燦在HanCinema的頁面（英文）